# Abh
Note : les mots entre parenthèses indiquent le terme en baronh.
Les Abh sont un peuple fictif créé par Hiroyuki Morioka pour la série des Seikai (Crest of the Stars, Banner of the Stars, Seikai no danshō). Malgré leurs caractéristiques physiques, les Abh se considèrent comme des êtres humains à part entière, alors que leurs adversaires, en particulier l’Union humaine, voient en eux une race différente de l’Homo sapiens, des êtres créés artificiellement, des machines organiques.
Les Abh sont fiers d’être le seul peuple à vivre dans l’espace : c’est pourquoi ils se désignent comme les parents des étoiles (carsarh gerélacr). Ils habitent dans des villes situées en orbite des planètes qu’ils contrôlent. Rares sont les Abh qui se rendent à la surface (nahainec).

## Origine
Les Abh ont été créés artificiellement par un groupe issu d’une nation asiatique, probablement le Japon, et rejetant toutes les influences étrangères, pour son programme d’exploration spatiale. Il s’agissait tout simplement d’esclaves. Le groupe d’exploration du vaisseau Amaterasu (déformé en Ablïarsec en baronh) est à l’origine des Abh.
Les Abh ont hérité de leurs créateurs une vision très conservatrice de la société, ce qui les a conduit à adopter un modèle social très hiérarchisé fondé sur la transmission d'une tradition familiale (ghédairh) de parent à enfant. L'importance accordée à l'hérédité explique le soin que les Abh accordent à l'éducation de leurs enfants et la situation de la noblesse et de la royauté : leurs membres ont hérité d'une histoire familiale glorieuse et tiennent à entretenir leur réputation, d'où la déférence des autres Abh à leur égard et les lourdes responsabilités qui leur échoient, matérialisées notamment par le service obligatoire dans les Forces spatiales.

## Définition et caractéristiques physiques
Légalement, tout chevalier, noble ou membre de la royauté est un Abh. Cela inclut, par définition, tous les Abh au sens génétique : c’est souvent cette seule catégorie que les non-Abh considèrent comme des Abh.
Certains Abh sont en fait des humains originaires de la surface que leur ascension sociale, le plus souvent grâce à leur carrière dans la Spatiale, intègre à la société abh. C’est le cas de Samsonn ou de la mère de l’ancien baron de Faibdach. Le cas de Rock Lynn, directement promu noble, est exceptionnel. Les enfants de ces Abh, s’ils sont nés avant cette promotion, sont eux aussi des Abh (cas de Ghintec), mais tout enfant né d’un Abh doit être conçu à la manière des Abh pour être considéré comme un Abh. En règle générale, les Abh ne font pas de différence entre Abh de naissance et Abh origniaire de la surface à l’exception notable du baron de Faibdach.
Créés pour voyager dans l’espace avant la découverte de l’univers plan, les Abh ont des caractéristiques physiques qui les distinguent du reste de l’humanité. Physiquement, ils sont capables de supporter des accélérations très importantes, ce qui leur permet de piloter leurs vaisseaux à des vitesses très importantes sans subir de désagrément physique : Ghintec fait les frais du pilotage hardi de Lamhirh (Crest of the Stars) et Aicrÿac (Banner of the Stars III).
Les Abh disposent d’un sens spatial (ribildoc), situé dans leur cerveau, relié à un organe spatial (froch), situé au milieu du front, et qui est une sorte d’œil à facettes, en forme de diamant, composé de 100 millions d’éléments. L’organe spatial est dissimulé par une tiare (almfac) : la partie de la tiare couvrant l’organe comporte un dispositif lui transmettant les informations nécessaires au pilotage lorsqu’elle est reliée au vaisseau. Pour les Abh, piloter est aussi simple que marcher.
Les Abh ont une espérance de vie de 200 à 250 ans. Leur cycle de vie est très particulier :
- de la naissance à 15 ans, c’est la phase de croissance (zarhoth) : elle a lieu comme pour un humain normal ;
- de 15 à 40 ans, c’est la phase de maturation (féroth) : les Abh donnent l’impression de vieillir d’environ 10 ans ;
- pendant les 150 à 200 années suivantes, les Abh donnent l’impression d’avoir 25-30 ans ;
- lorsque débute le processus de sénescence, un gène met fin aux fonctions vitales et la personne meurt paisiblement.

Les Abh ont deux autres caractéristiques physiques plus anecdotiques : une grande beauté, dont ils ne tirent aucune fierté particulière car elle n’est pas le résultat de leurs mérites, et des cheveux bleu, avec quelques exceptions correspondant à un üaritec, comme les cheveux vert foncé du clan Lobitec. Les cheveux bleu sont un élément important de l'identité des Abh. Leurs créateurs leur ont donné des cheveux de cette couleur pour bien les distinguer de l'humanité : ce signe d'esclavage leur rappelle aussi leur libération.
Certains clans ou familles ont aussi un üaritec, c’est-à-dire un trait physique qui les distingue des autres. La pratique est tolérée tant qu’elle ne va pas à l’encontre des caractéristiques génétiques des Abh. Parmi les plus célèbres, on peut citer les oreilles (pointues) des Ablïarsec (nuïc Ablïarser) et les yeux rouges des Spaurh (cilœmh pïana Spaurr).

## Reproduction
La reproduction des Abh est un processus entièrement artificiel qui permet de contrôler que l’embryon a bien toutes les caractéristiques physiques des Abh. Il arrive cependant que l’enfant soit conçu in utero ou que certaines femmes souhaitent accoucher, mais le processus de contrôle reste obligatoire.
Un Abh est l’enfant d’un seul parent. Les relations amoureuses existent, mais l’union d’un homme et d’une femme n’est pas la base de la famille. Le parent peut se cloner, avoir recours à un don de gènes, utiliser les gènes d’un membre de sa famille, voire d’une personne de même sexe. Toutefois, il est plus courant de demander les gènes de la personne qu’on aime : cette demande est considérée comme une très sérieuse déclaration d’amour. L’enfant issu d’une telle relation est dit fils / fille d’amour. Lorsque l’enfant ignore qui est le donneur de gènes, on parle de naissance mystérieuse.

## Stratification sociale
La société abh est très hiérarchisée. Les Abh sont chevaliers, nobles ou membres de la royauté (réservé au clan Ablïarsec). Les nobles sont les seigneurs d’un système planétaire ; leur titre dépend des caractéristiques de celui-ci (voir les fiefs de l’Empire). Les seigneurs dont le fief comporte au moins une planète habitée sont qualifiés de princes (bhodac).
Les humains de la surface sont classés en deux catégories : les citoyens de l’Empire (lémh), sous la protection de l’Empire, et les sujets (soss), sous l’autorité du seigneur du fief.
| Peuple                | Rang                        | Rang                        | Titre            |
| --------------------- | --------------------------- | --------------------------- | ---------------- |
| Abh                   | royauté (fasanzœrh)         | royauté (fasanzœrh)         | roi (larth)      |
| Abh                   | noblesse (simh)             | princes (bhodac)            | grand duc (nimh) |
| Abh                   | noblesse (simh)             | princes (bhodac)            | duc (laicerh)    |
| Abh                   | noblesse (simh)             | princes (bhodac)            | marquis (lœbh)   |
| Abh                   | noblesse (simh)             | princes (bhodac)            | comte (dreuc)    |
| Abh                   | noblesse (simh)             | vicomte (bœrh)              |                  |
| Abh                   | noblesse (simh)             | baron (lymh)                |                  |
| Abh                   | chevaliers (reucec)         | chevaliers (reucec)         | -                |
| Humains de la surface | citoyens de l’Empire (lémh) | citoyens de l’Empire (lémh) | -                |
| Humains de la surface | sujets (soss)               | sujets (soss)               | -                |

Citoyens et sujets ne doivent pas être confondus avec les vassaux (gosucec), terme désignant les personnes, Abh ou non, au service d'un noble. Il est possible, pour un sujet, de devenir citoyen de l'Empire en entrant au service de celui-ci, soit en devenant vassal d'un seigneur, soit en s'engageant dans la Spatiale, c'est-à-dire en entrant au service de l'empereur. Ce statut est provisoire et ne dure que tant qu'il y a service, comme le montre la mention d'anciens citoyens de l'Empire. Entrer au service d'un noble suppose au moins l'acquisition du baronh et d'une connaissance de la société abh, voire de compétences supplémentaires, d'où l'existence d'écoles, comme celle que Ghintec fréquente sur Dairctuc.

## Nom
Le nom d’un Abh comporte trois ou quatre parties selon son rang.

### Le nom du clan
Le nom du clan est immuable et transmis à tous les descendants. Les plus anciens sont issus des 29 membres d’équipage de l’Amateratsu / Ablïarsec : les clans Ablïarsec, Spaurh, Biboth, Tlaïmh et Cotponic apparaissent dans Crest of the Stars et Banner of the Stars.
Il existe une exception à cette règle : les descendants des Ablïarsec qui n’héritent pas du titre royal doivent adopter un nouveau nom de clan.

### Le nom de famille
Chaque clan est composé de nombreuses familles. La famille rend mieux compte que le clan de la position sociale de ses membres : le clan Spaurh comporte plusieurs dizaines de familles embrassant toute l’échelle sociale, des chevaliers aux grands-ducs de Laitpanh (famille Saicspath).
Le nom de famille est précédé d’un titre familial (sapainec) en fonction de son rang :
- néïc : famille royale (réservé au clan Ablïarsec) : Ablïarsec néïc Lamsar larth Barcœr Dusanh ;
- bauth : famille issue du clan Ablïarsec ; Cahyrh bauth Satecr ïarlucec Lémaich (chef d'état-major de Tlaïmh)
- aronn : famille de la noblesse créée avant la naissance de l’Empire humain des Abh : Spaurh aronn Saicspatr nimh Laitpanr Painaigh ;
- ssynec : famille de la noblesse créée après la naissance de l’Empire : Linn ssynec Raucr dreuc Haïder Ghintec ;
- üémh : famille de chevaliers créée avant la naissance de l’Empire : Laicch üémh Laubér Placïac ;
- borgh : famille de chevaliers créée après la naissance de l’Empire : Tlaïmh borgh Ybdér Laimsairh.

Le nom de famille est formé sur le prénom du fondateur de la famille, son nom de famille servant à former le nom du clan : Rock Lynn devient Linn ssynec Raucr dreuc Haïder Rauch et Tirus Samsonn Samsonn borgh Tiruser Tirusec. Une nouvelle famille est fondée au sein du clan dès qu’un de ses membres change de statut : enfants n’héritant pas du titre de leur parent, chevalier devenant noble. Dans ce dernier cas, le titre familial est forcément ssynec, même si le nouveau noble est issu d’une famille de chevaliers créés avant la naissance de l’Empire (üémh).
Les familles royales du clan Ablïarsec forment une exception. Ablïarsec néïc Dubreuscr bœrh Parhynr Lamhirh et Ablïarsec néïc Dubreuscr larth Clybr Dubeusec font partie de la famille Clybh (nom de leur royaume) alors que le nom de famille est Dubreusch.

### Titre
Les membres de la noblesse et de la royauté portent un titre (traiga). Dans la plupart des cas, le titre est héréditaire et transmis par le parent : Ghintec devient comte de Haïdec à la mort de son père. Dans quelques cas, l’empereur peut conférer un titre viager : le titulaire est dit baron / vicomte / comte etc. de l’Empire (rüé lymh / bœrh / dreuc etc.). Par exemple, les frères Biboth sont comte de l’Empire : Biboth aronn Nellémr rüé dreuc Nélaith et Biboth aronn Nellémr rüé dreuc Néféc.
Pour la liste des titres, voir ci-dessus.
Les enfants ajoutent le terme fils de (ïarlucec) ou fille de (ïarlumec) devant le titre de leur parent s'ils ne portent pas de titre propre. Dans Crest of the Stars, Ghintec s’appelle Linn ssynec Rocr ïarlucec dreur Haïder Ghintec. En revanche, Lamhirh, qui a reçu de l'impératrice Lamagh la vicomté de Parhynh, porte le titre de vicomtesse de Parhynh (bœrh Parhynr) bien qu'elle soit aussi la fille du roi de Clybh. Si les enfants ne sont pas destinés à hériter du titre, ils indiquent simplement ïarlucec ou ïarlumec, car les termes indiquent que le parent est noble : les frères Biboth, avant leur promotion comme comte d'empire, sont dits Biboth aronn Nellémr ïarlucec Nélaith et Néféc.
Les Abh ayant abandonné leur position ajoutent ancien (raica) à leur titre : l’ancien baron de Faibdach s’appelle Atosrÿac ssynec Atosr lymh raica Faibdacr Srumh.

### Prénom
Chaque parent donne le prénom de son choix.

## Éducation
L'éducation des enfants est très importante pour les Abh. Chaque parent tient à s'en occuper personnellement. Ce rôle est si important que les Abh disent qu'ils ont trois vies : une en tant que soldat, une en tant que commerçant, une en tant que parent.
Le système éducatif abh est hérité du temps où ils vivaient uniquement dans l'Ablïarsec. Chacun des 29 membres d'équipage avait une tâche bien précise. Faute d'un système éducatif, chacun a transmis ses compétences à ses enfants, d'où une spécialisation par famille : les Ablïarsec conduisaient le vaisseau, les Spaurh étaient responsable des moteurs, les Biboth s'occupaient de la navigation (ils ont beaucoup contribué au développement de la navigation dans l'univers plan). Les enfants abh sont donc éduqués dans le cadre familial : il n'y a aucune école avant l'école militaire.
Cette transmission purement familiale de la langue et de la culture abh est un obstacle à la bonne compréhension des Abh par les humains de la surface. Cela ne leur pose aucun problème, car ils ne s'intéressent pas à l'opinion que l'on a d'eux. Il existe cependant des écoles dans lesquelles il est possible d'apprendre le baronh et de se familiariser avec la culture Abh, comme celle que Ghintec fréquente sur Dairctuc, mais il admet lui-même qu'il ne sait pas grand-chose des Abh malgré sept années de cours : c'est au contact de Lamhirh qu'il comprend mieux la société abh.

## Lecreunoc
Tous les Abh portent un creunoc sur le dos de la main gauche. Cet appareil permet de communiquer avec d'autres creunoc et de stocker des données.

## Sources et liens
- (en) Abh Nation (Le site le plus complet sur l’univers de Crest of the Stars)